# Pietro Colonna Galatino
Pietro Galatino est un théologien et orientaliste italien.

## Biographie
Ainsi nommé du lieu de sa naissance, petite ville de la Pouille, il était d’une famille pauvre et obscure. Son goût pour l’étude ayant décidé sa vocation, il embrassa jeune la règle de saint François l’ordre des Frères mineurs. Il se trouvait, en 1480, dans Otrante, assiégée par les Turcs, et il fut témoin du sac de cette malheureuse ville. Envoyé par ses supérieurs à Rome, il s’y perfectionna dans la connaissance du grec, et fit de grands progrès dans les langues orientales. Ses talents le firent choisir pour enseigner la théologie et la philosophie à ses jeunes confrères. Il remplit quelque temps la place de lecteur au couvent de l'Aracoeli. À son retour dans le royaume de Naples, il fut élu définiteur de la province de Bari ; bientôt après il fut appelé à Rome par le pape Léon X qui le nomma son pénitencier et lui donna, dans diverses circonstances, des marques particulières de son estime. Le P. Galatino était encore à Rome, en 1539 ; mais, comme il devait avoir alors près de quatre-vingts ans, on peut conjecturer qu’il ne prolongea pas beaucoup au-delà sa carrière.

## Œuvres
On ne connaît de lui que l’ouvrage suivant : Opus de arcanis catholicæ veritatis ; hoc est commentarius in loca difficiliora Veteris Testamenti ex libris hebræis, Ortona, 1518, in-fol. de 312 f. Cette première édition est très-rare ; elle a été décrite dans la Bibliothèque curieuse, IX, 26, par David Clément qui donne en outre la liste des éditions subséquentes avec des remarques pleines d’intérêt. Galatino, dans cet ouvrage, se propose de réfuter les objections des rabbins contre la vérité du christianisme. On lui a beaucoup reproché d’avoir emprunté plusieurs de ses arguments au traité de Porchetus de Salvaticis : Victoria adversus Judæos, sans avoir cité la source où il puisait. Mais l’ouvrage de Porchetus n’ayant été imprimé que deux ans après la publication de l’Opus de arcanis, Galatino pouvait très-bien n’en pas avoir eu connaissance ; d’ailleurs Porchetus lui-même a pris toute son érudition rabbinique dans le Pugio Fidei de Raimond Martin ou Martinez, dominicain espagnol. Galatino sans doute a dû profiter du travail de ses devanciers ; mais il l’a beaucoup amélioré ; il a présenté leurs arguments dans un ordre plus méthodique, les a fortifiés de nouvelles preuves, et en a donné plusieurs qu’il ne devait qu’à ses propres méditations. À sa mort, Galatino laissa dans son couvent à Rome quinze volumes in-fol. d’ouvrages manuscrits qui, depuis, ont été transportés à la Bibliothèque apostolique vaticane. Le P. Wadding en a transcrit les titres dans les Scriptores ordin. minor., 279-82.